# Honey 2 - Lotta ad ogni passo
Honey 2 è un film del 2011 diretto da Bille Woodruff.
Film statunitense distribuito dalla Universal, sequel di Honey, vede come protagonisti Kat Graham e Randy Waine.

## Trama
La diciassettenne Maria è appena uscita dal riformatorio e non ha intenzione di cacciarsi nuovamente nei guai, nonostante il quartiere in cui vive, il Bronx, non sia certo un paradiso. Decisa a coltivare la passione naturale per la danza hip hop e a dare stabilità alla sua vita, è convinta da Brandon, gestore di una scuola per giovani talenti, a preparare un gruppo di ballerini indisciplinati, gli HD.
Il personaggio di Honey Daniels rivive in quello di Maria. La leggendaria ballerina è colei che darà la forza alla ragazza del Bronx per uscire dal ghetto e diventare una grande danzatrice. Il luogo delle prove nel quale Maria inizierà a danzare e ad insegnare - non solo il ballo - è lo stesso dove iniziò tutto per Honey e la coincidenza dà una grande forza alla ragazza.

## Distribuzione
Il film è uscito solo nei cinema inglesi il 10 giugno 2011, mentre nel resto del mondo direttamente in Dvd.